# رايلي ونايت
رايلي ونايت (بالإنجليزية: Riley Knight)‏ هو لاعب كرة قدم أسترالية أسترالي، ولد في 27 مارس 1995.

## وصلات خارجية
- رايلي ونايت على موقع AustralianFootball.com (الإنجليزية)
- رايلي ونايت على موقع AFLtables.com (الإنجليزية)